# Ali Lotfi
Ali Lotfi (arabisch علي لطفي, DMG ʿAlī Luṭfī; * 14. Oktober 1989 in Kairo) ist ein ägyptischer Fußballspieler, der als Torhüter für Al Ahly in der Egyptian Premier League spielt.

## Karriere
Lotfi spielte für den ENPPI Club, bevor er am 25. Januar 2018 zum Al Ahly SC wechselte.

## Erfolge

### El Ahly Kairo
- Egyptian-Premier-League-Gewinner: 2017/18, 2018/19, 2019/20
- Ägyptischer Pokalsieger: 2019/20
- Ägyptischer Supercup-Sieger: 2018
- CAF-Champions-League-Sieger: 2019/20
- FIFA-Klub-Weltmeisterschaft: Dritter 2020
- CAF-Super-Cup-Sieger: 2021